# Cilo-Aufina
Cilo-Aufina war ein schweizerisches Radsportteam, das von 1978 bis 1986 bestand. Ab 1980 waren die Hauptsponsoren Cilo, eine Fahrradmarke, und Aufina, ein Bankinstitut.

## Geschichte
Das Team wurde 1978 unter der Leitung von René Franceschi gegründet. 1981 war das stärkste Jahr wo neben den Siegen ein 4. Platz bei der Lombardei-Rundfahrt, ein 5.Platz in der Gesamtwertung bei dem Giro d’Italia und ein 9. Platz bei der Flandern-Rundfahrt heraussprang. 1984 konnte nochmals die Tour de Suisse gewonnen werden. Zum Ende der Saison 1986 löste sich das Team auf. Die Firma Cilo sponserte bereits in den 1940er und 1950er Jahren ein Radsportteam unter seinem Firmennamen.
Die Rivalität zwischen Gottfried Schmutz und Beat Breu fand ihren Höhepunkt bei der Tour de Suisse 1981. Schmutz unterstützte Breu nicht wie erwünscht, so dass dieser sich äusserte: „De Gottfried isch für mi gstorbe.“ und ihn als „Godi Schmutz, dä Sauhund“ bezeichnete, was zu einer stehenden Redewendung im Schweizer Radsport wurde.
1983 wurde der Schweizer Gottfried Schmutz bei den Schweizer Meisterschaften positiv getestet.

## Erfolge
1978
- eine Etappe Aragon-Rundfahrt
- Bergwertung Giro d’Italia

1979
- Visp-Grachen
- Tour du Nord-Quest

1980
- eine Etappe Tour de Suisse
- Schweizer Meisterschaften – Strassenrennen
- Gesamtwertung und zwei Etappen À travers Lausanne

1981
- Gesamtwertung und eine Etappe Tour Méditerranéen
- Lüttich–Bastogne–Lüttich
- Meisterschaft von Zürich
- zwei Etappen Giro d’Italia
- Schweizer Meisterschaften – Strassenrennen
- Gesamtwertung und vier Etappen Tour de Suisse
- Grand Prix des Nations
- drei Etappen Katalonien-Rundfahrt
- eine Etappe Deutschland-Rundfahrt
- Trofeo Masferrer
- Visp - Grachen
- Trofeo Baracchi
- Tour du Canton d’Argovie

1982
- eine Etappe Etoile de Bessèges
- eine Etappe Tour de Romandie
- eine Etappe Critérium du Dauphiné
- zwei Etappen Tour de Suisse
- Schweizer Meisterschaften – Strassenrennen
- zwei Etappen Tour de France
- drei Etappen Tour Méditerranéen
- eine Etappe Katalonien-Rundfahrt
- Visp - Grachen

1983
- zwei Etappen Tour de France
- zwei Etappen Tour de Suisse
- Schweizer Meisterschaften – Strassenrennen
- eine Etappe Tour Méditerranéen
- eine Etappe Etoile de Bessèges
- eine Etappe Tour de Romandie
- eine Etappe Critérium du Dauphiné
- eine Etappe Valencia-Rundfahrt
- Grand Prix de Cannes

1984
- eine Etappe Tirreno-Adriatico
- eine Etappe Giro d’Italia
- Gesamtwertung und eine Etappe Tour de Suisse
- Schweizer Meisterschaften – Strassenrennen

1985
- eine Etappe Giro d’Italia

1986
- Gesamtwertung und zwei Etappen GP Tell
- GP Lugano
- eine Etappe Tirreno-Adriatico

## Grand-Tour-Platzierungen
| Grand Tour            | 1979 | 1980 | 1981 | 1982 | 1983 | 1984 | 1985 | 1986 |
| --------------------- | ---- | ---- | ---- | ---- | ---- | ---- | ---- | ---- |
| Vuelta a EspañaVuelta | –    | –    | –    | –    | –    | –    | –    | –    |
| Giro d’ItaliaGiro     | 9    | 13   | 5    | –    | –    | 8    | 59   | 30   |
| Tour de FranceTour    | –    | –    | –    | 6    | 22   | 20   | –    | –    |

## Monumente-des-Radsports-Platzierungen
| Monument                 | 1978 | 1979 | 1980 | 1981 | 1982 | 1983 | 1984 | 1985 | 1986 |
| ------------------------ | ---- | ---- | ---- | ---- | ---- | ---- | ---- | ---- | ---- |
| Mailand–Sanremo          | 113  | 76   | 45   | 27   | 23   | 17   | 14   | 14   | 24   |
| Flandern-Rundfahrt       | 45   | 8    | –    | 9    | 32   | 32   | 36   | –    | –    |
| Paris–Roubaix            | –    | –    | –    | –    | –    | 24   | 23   | –    | –    |
| Lüttich–Bastogne–Lüttich | 11   | –    | –    | 1    | 8    | 12   | 30   | 39   | 10   |
| Lombardei-Rundfahrt      | 22   | –    | –    | 4    | 7    | 6    | 20   | 22   | 26   |

## Bekannte ehemalige Fahrer
- Josef Fuchs (1988–1989)
- Tony Rominger (1986)
- Heinz Imboden (1985–1986)
- Mauro Gianetti (1986)
- Rocco Cattaneo (1986)
- Daniel Gisiger (1981+1986)
- Stefan Mutter (1981+1983+1984–1985)
- Beat Breu (1979+1981–1984)
- Urs Zimmermann (1983–1984)
- Gottfried Schmutz (1980–1981+1986)